# Artilleriewerk Grimsel

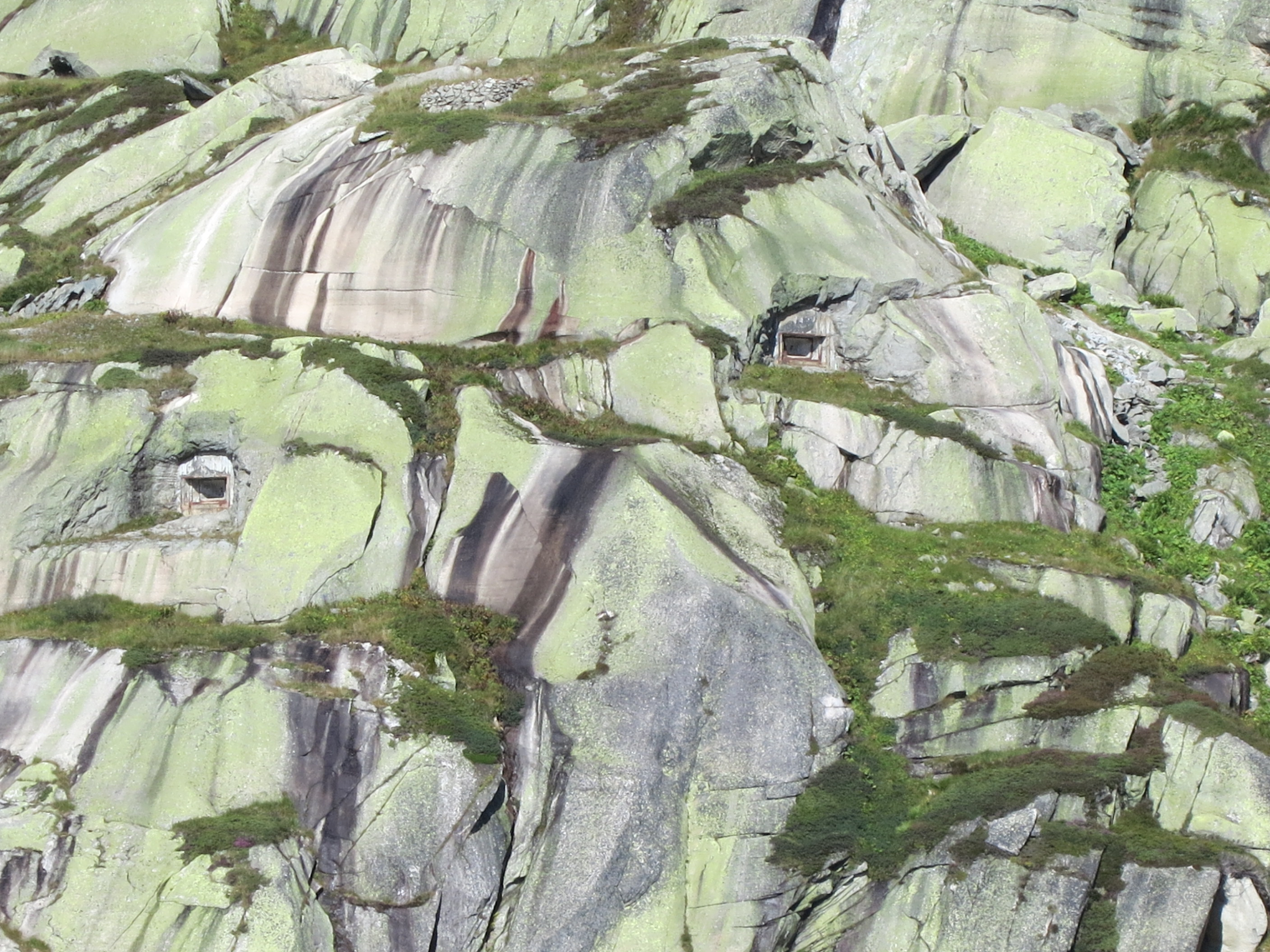
Scharten des Artilleriewerkes

Das Artilleriewerk Grimsel (auch AW Grimsel, Armeebezeichnung A 8900) ist ein Schweizer Festungsartilleriewerk auf dem Gemeindegebiet von Guttannen im Kanton Bern.

## Geschichte und Lage
Das AW Grimsel war eine der grossen Festungen der Schweizer Armee, gehörte zum westlichen Verteidigungsraum der Gotthardfestung und lag bei der Juchlichälen (Juchlistock 2594 m ü. M.) auf über 2000 m ü. M. oberhalb des Grimselsees und nordwestlich des Grimsel Hospiz. Für den Bau des Werkes wurde von Oberwald über den Grimselpass auf den Nollen (1980 m ü. M., Grimsel Hospiz) eine Bauseilbahn erstellt, die nach der Fertigstellung der Festung wieder demontiert wurde.

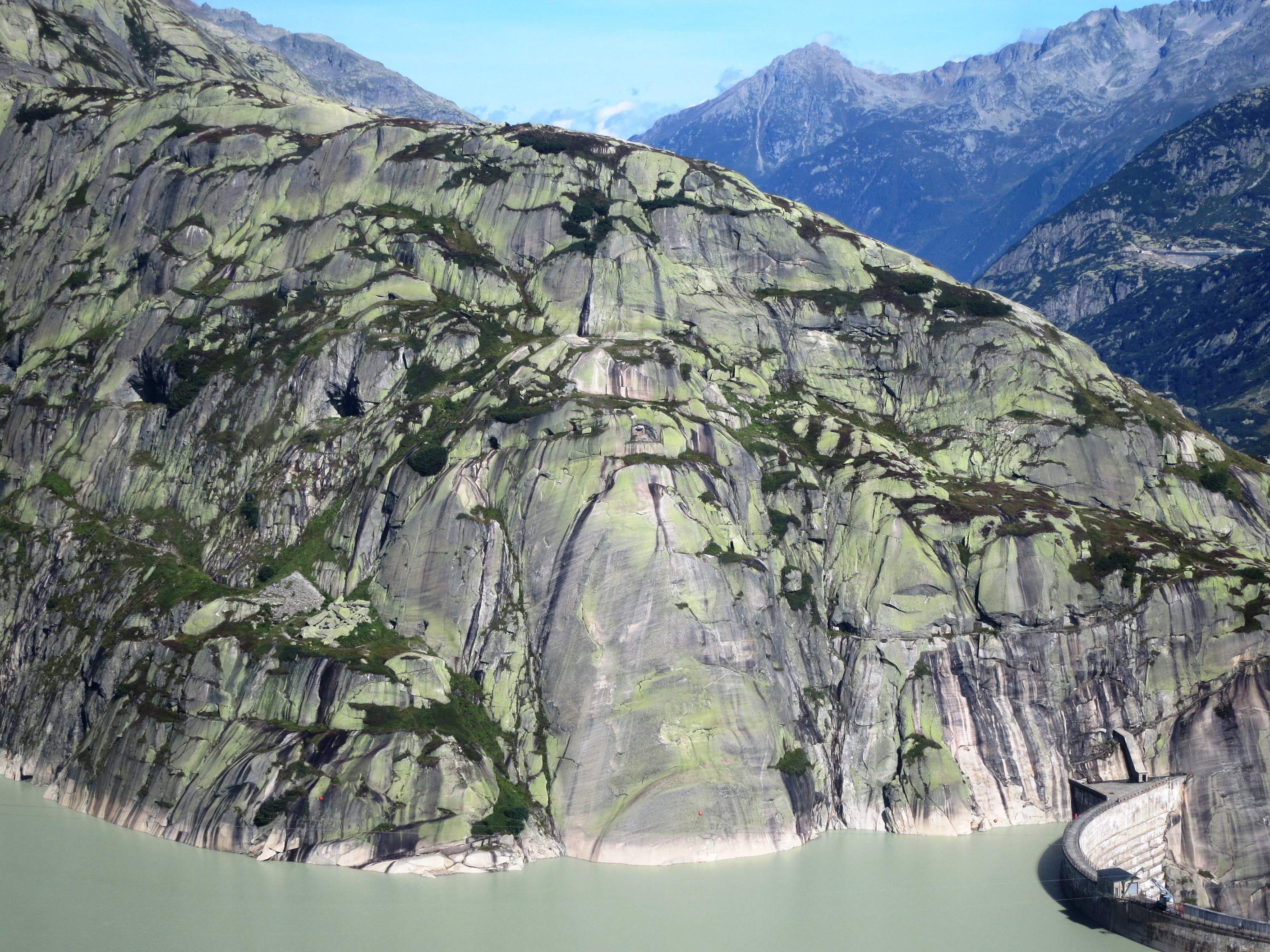
Artilleriewerk A 8900 am Fuss des Juchlistocks
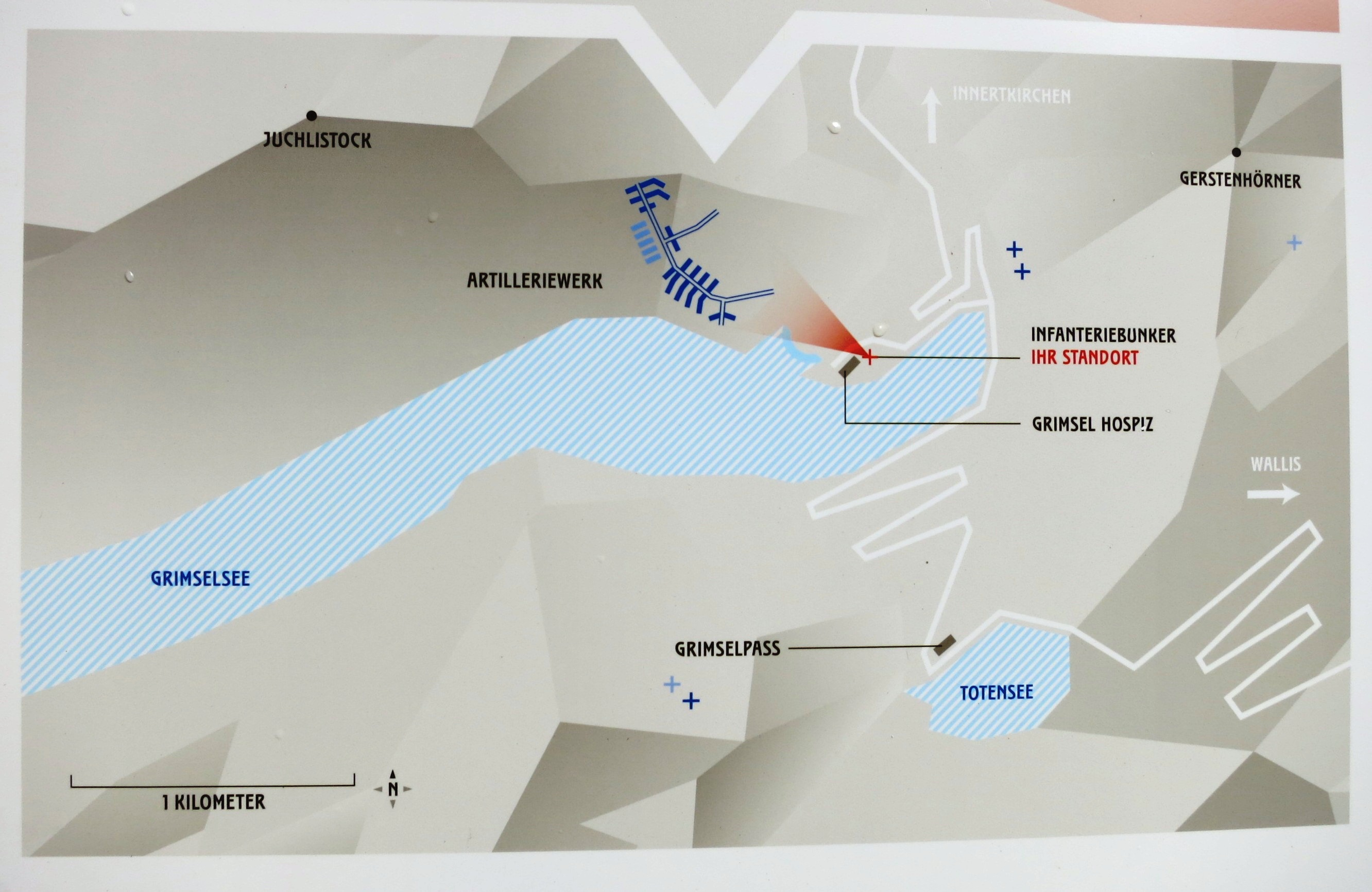
Lageplan

Das Werk wurde 1941 bis 1943 erstellt, 1998 geschlossen, später zurückgebaut und 2003 an die Kraftwerke Oberhasli AG (KWO) verkauft.

## Artilleriewerk Grimsel A 8900
Das Felswerk hatte einen Hauptstollen von rund 1 Kilometer Länge und umfasste das Artilleriewerk, Unterkünfte und die Basisinfrastruktur mit über fünfzig Räumen, darunter eine Bäckerei, ein Krankenzimmer, die Stromversorgung mit drei Sulzer-Dieselaggregaten, eine Kehrichtverbrennungsanlage und eine Totenkammer. Es wurde von einer Besatzung mit rund 250 Mann betrieben.
Die Bewaffnung bestand aus sechs 10,5 cm Bunkerkanonen auf Hebellafetten, die im Herbst 1944 durch sechs 15 cm Bunkerkanonen 1942/46 L42 ersetzt wurden. Die Batterie Ost (Geschütze 5 und 6) deckte das Gebiet von Cristallina (Grenze zu Italien) – Airolo – Pizzo Centrale – Chastelhorn – Gemsstock ab (ganzes Gotthardgebiet) ⊙. Die Batterie Süd (Geschütze 3 und 4) bestrich das Gelände vom Passo San Giacomo – Basodino (Grenze zu Italien) – Ofenhorn – Binntal ⊙. Batterie West (Geschütze 1 und 2) deckte Formazza (Italien) – Albrunhorn – Binn – Ernen – Fiesch ab ⊙.
Das Werk wurde von der Festungsartilleriekompanie 25/7 betrieben. Die Bezeichnung änderte sich später in Festungskompanie I/7 (Truppenordnung 61) und (Armee 95) Festungsartilleriekompanie II/6. Bis 1962 gehörte das Werk zur Grenzbrigade 11, dann wurde es der Festungsbrigade 23 (Gotthardbrigade) unterstellt.

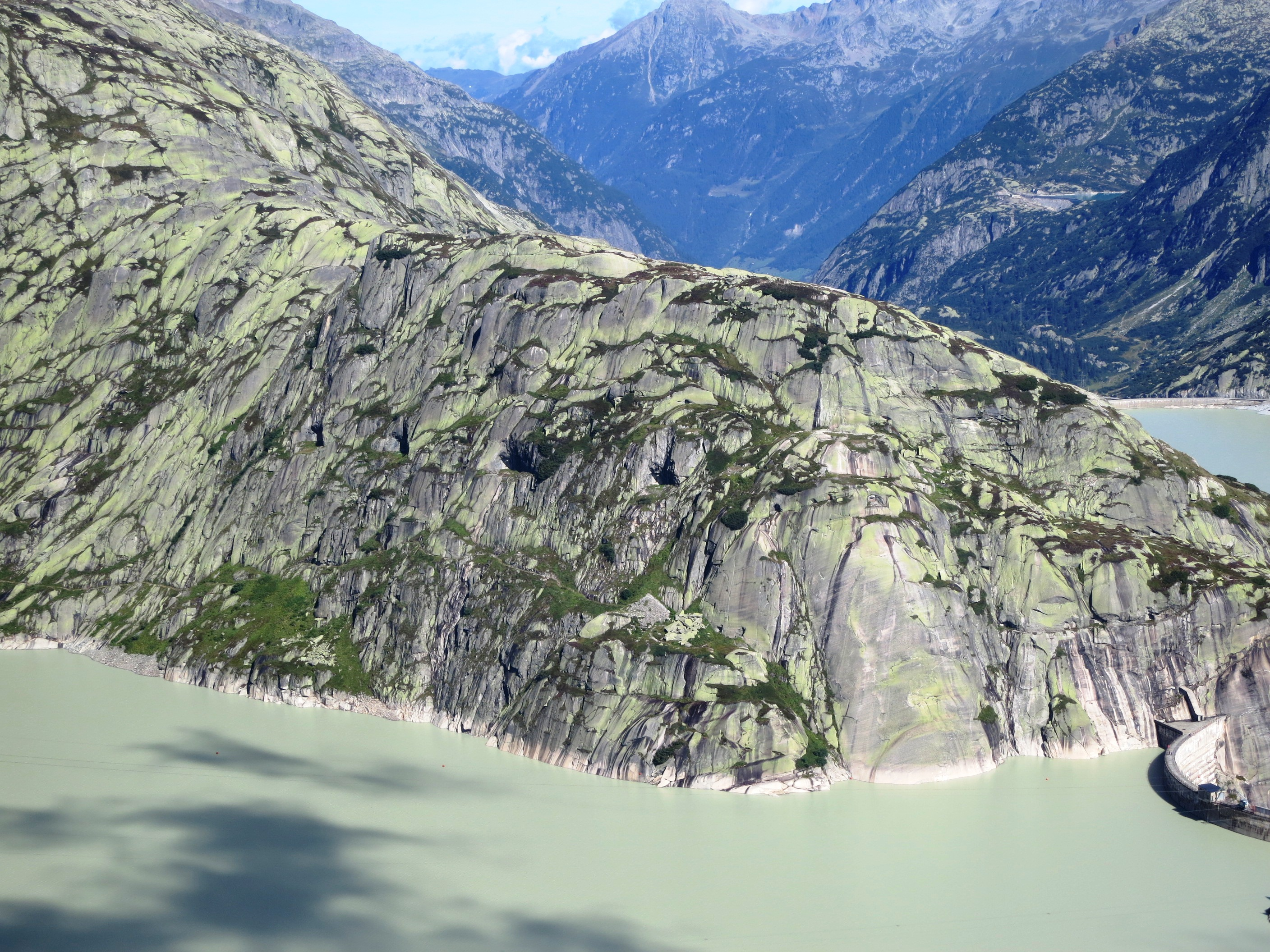
Festung Südseite: Batterien West und Süd
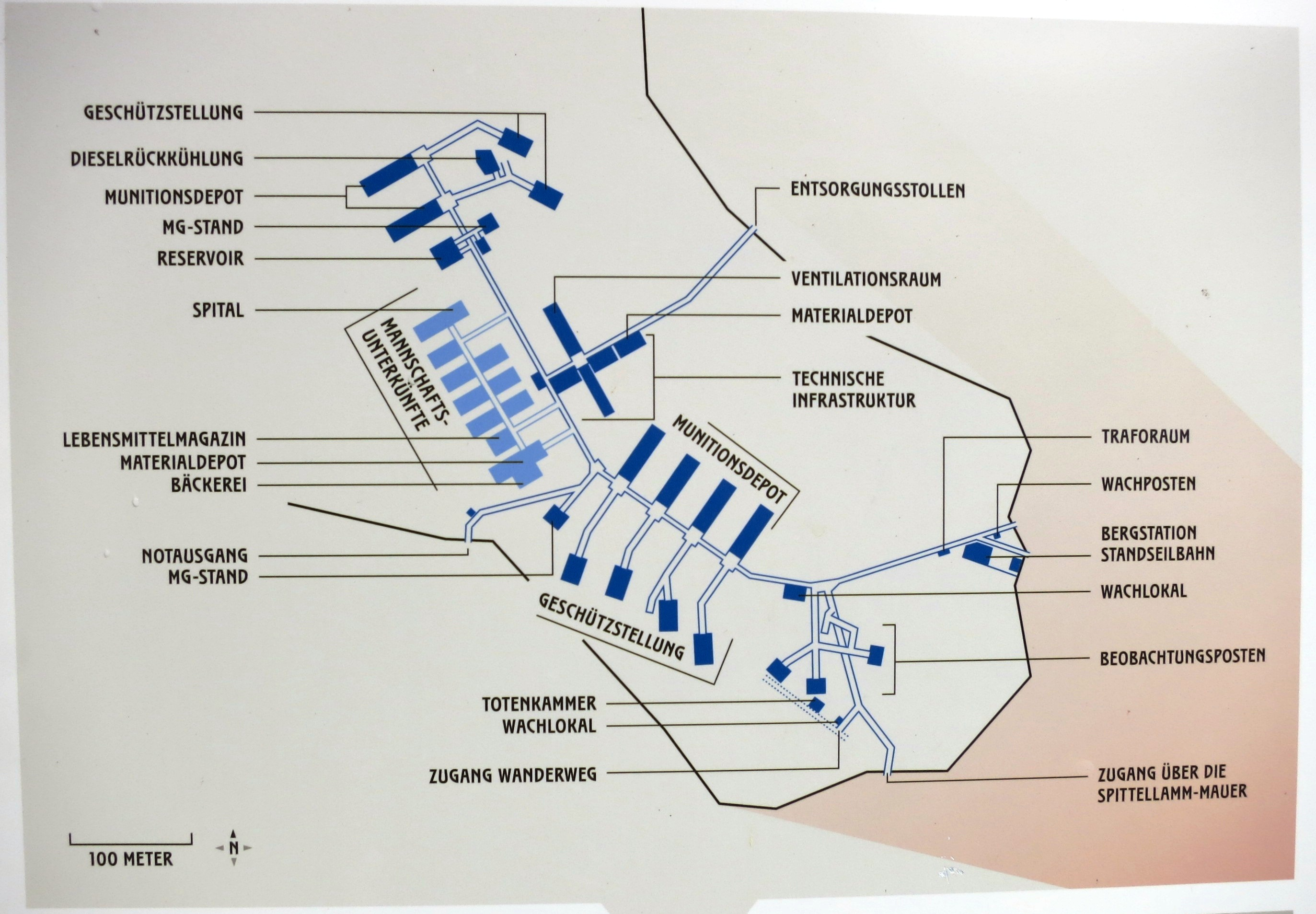
Plan der Festung: Batterie Ost oben, West und Süd unten
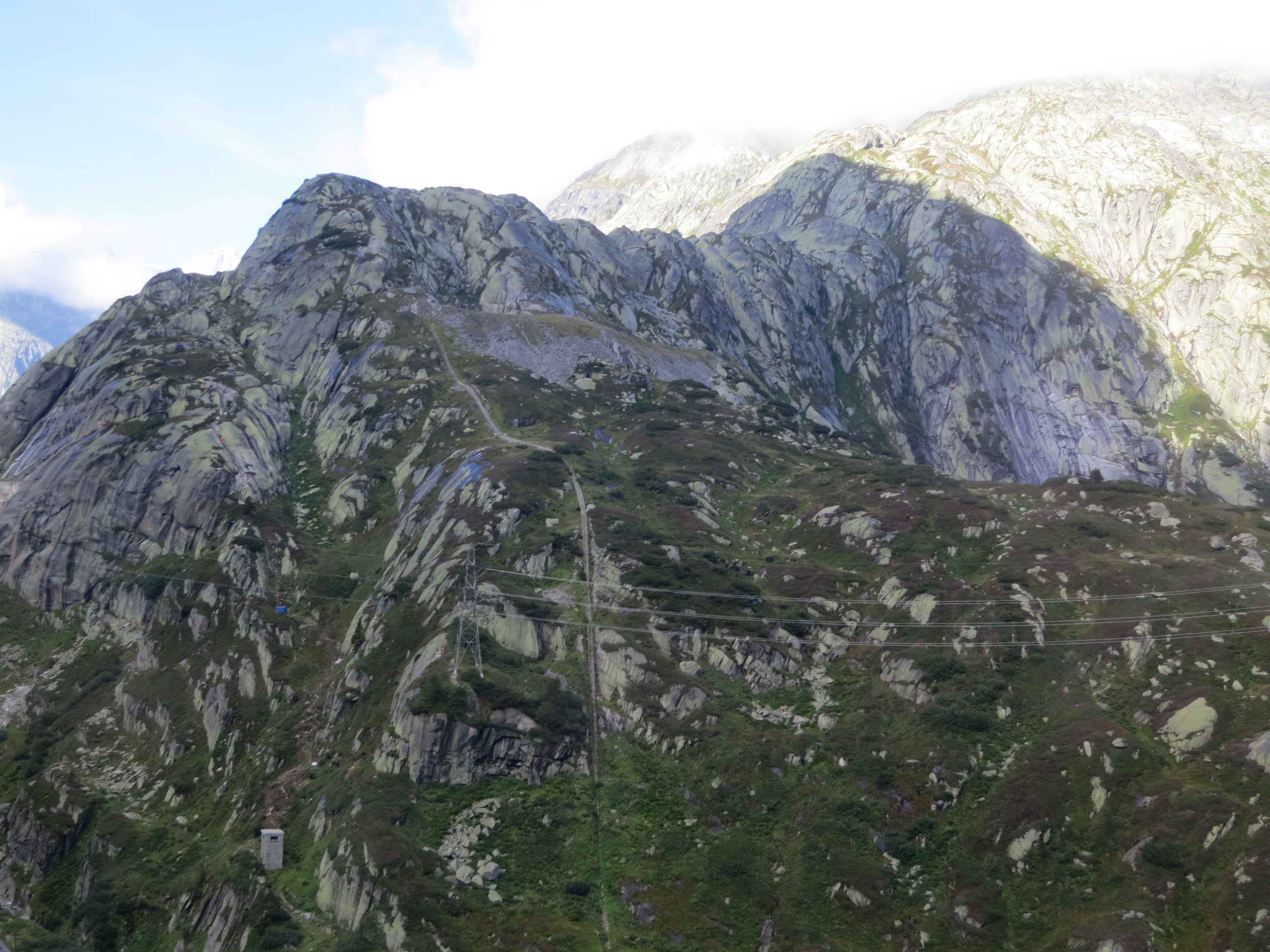
Festung Nordseite: Trassee Militärseilbahn Z311, Batterie Ost
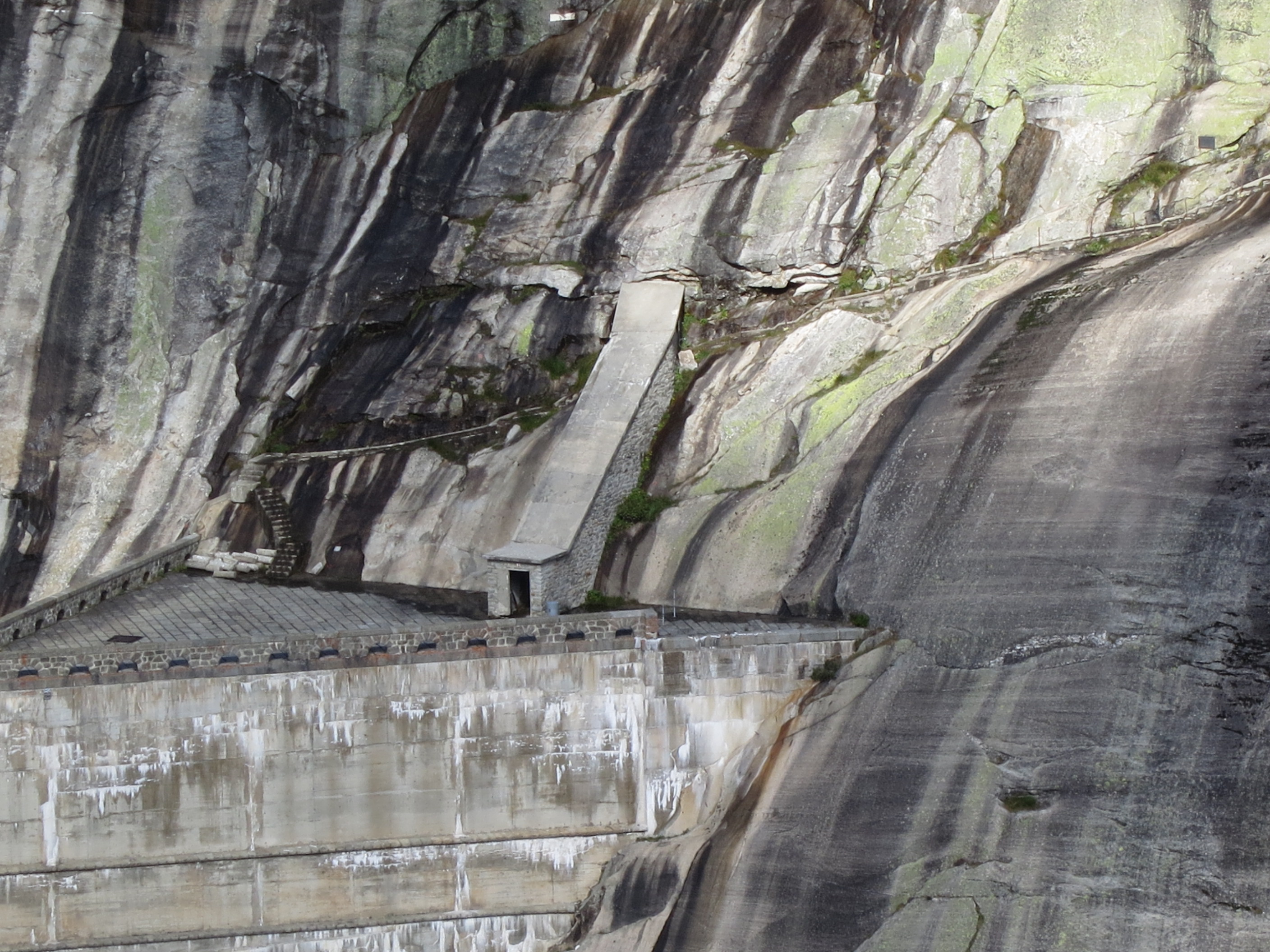
Zugang zur unterirdischen Festungstreppe

### Standseilbahn Z 311
Das Werk konnte über die Spitallamm-Staumauer (Grimsel-Hospiz) und von dort unterirdisch über 700 Treppenstufen erreicht werden. Ab 1941 erfolgte der Zugang zum Werk mit einer 450 Meter langen Windenbahn für 25 Personen mit der Talstation beim Summerloch (Spittellamm Staumauer des Grimselsees) und der Bergstation im Felsen der Festung ⊙. Die Standseilbahn war letztmals 2004 in Betrieb und wurde dann abgebaut. Das Trassee der ehemaligen Bahn ist heute noch gut sichtbar.

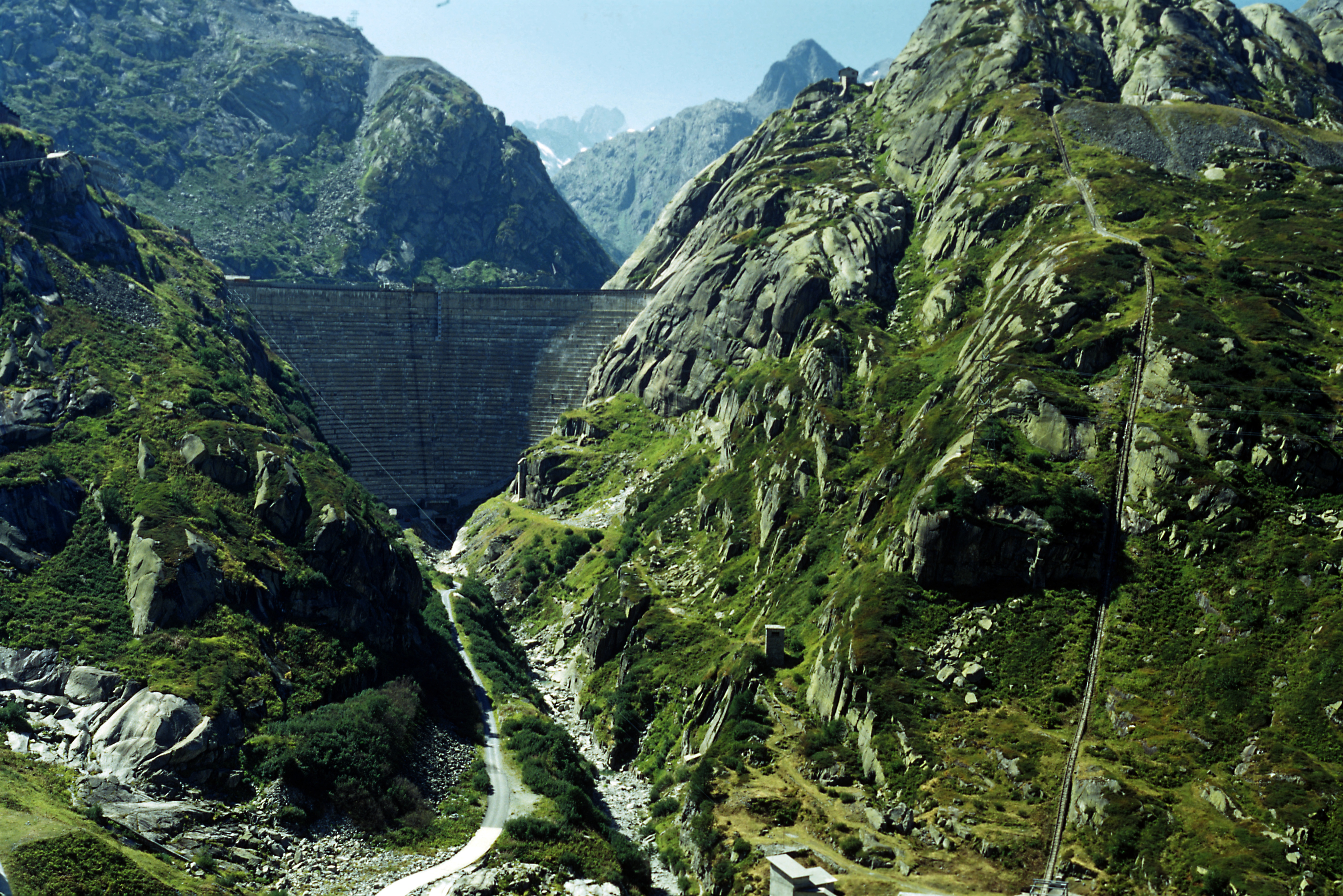
Spitallamm-Staumauer (Blick gegen Süden): rechts ehemalige Militärseilbahn Z311 zum Artilleriewerk (2003, vor Abbau)
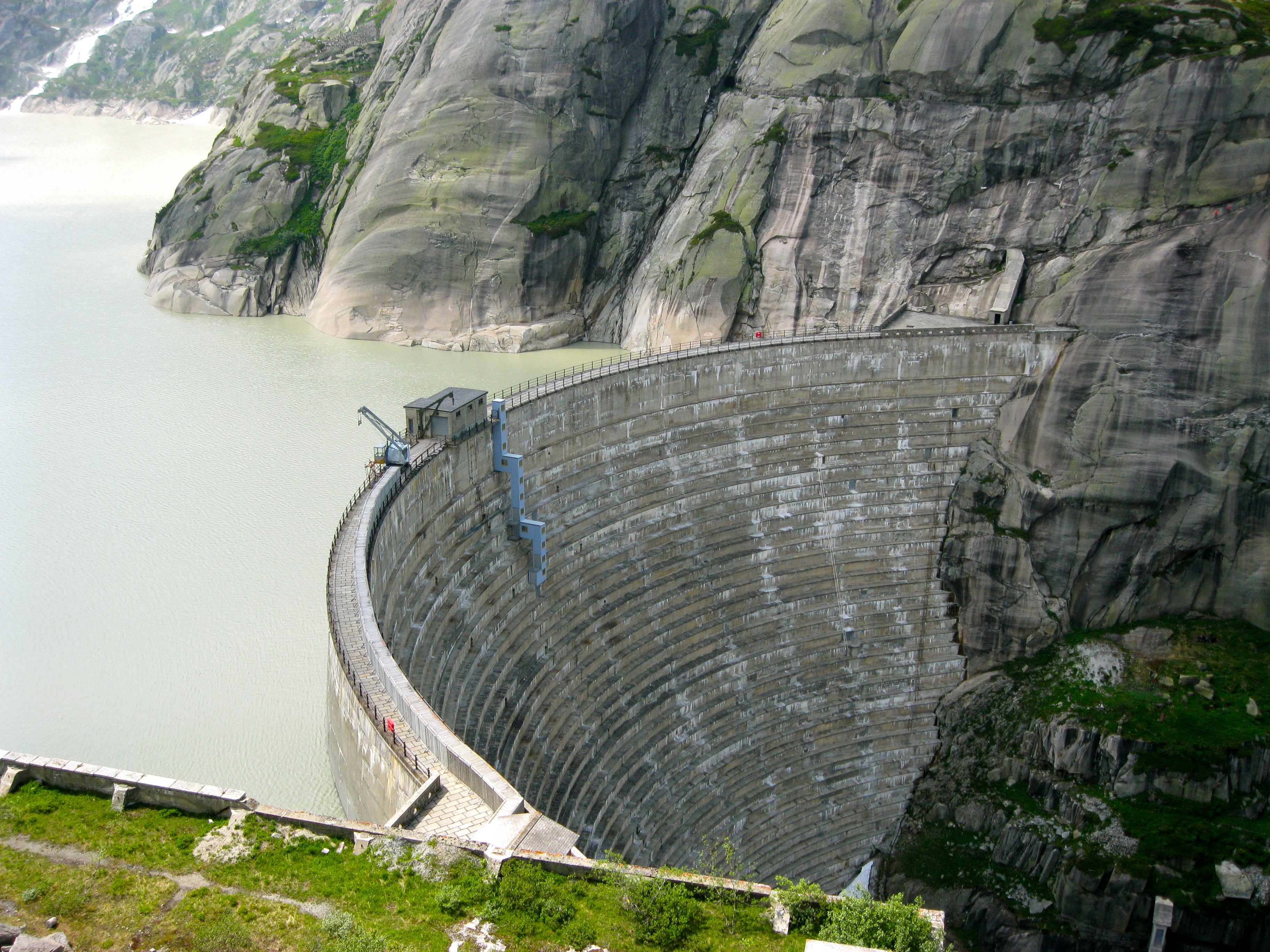
Spitallamm-Staumauer mit Zugang zur unterirdischen Festungstreppe

## Sperrstelle Grimsel
Neben dem Artilleriewerk Grimsel mit Aussenanlagen hatte auch die Passverteidigung zentrale Bedeutung. Die Sperrstelle Grimsel liegt auf der Passhöhe im Grenzgebiet der Kantone Bern und Wallis und besteht aus zwei Infanteriewerken und zahlreichen Unterständen.
- Artilleriewerk Grimsel A 8900	⊙
- Infanteriebunker Nollen A 8901 ⊙
- Infanteriebunker Chessibidmer A 8907, Baujahr 1941, 2 Maschinengewehre ⊙
- Tanklager A 8908, Baujahr 1941 ⊙
- Infanteriebunker Seeuferegg Ost A 8909:  Baujahr 1941, 3 Maschinengewehre, schützte den Zugang über die Staumauer zum Artilleriewerk ⊙
- Infanteriewerk Seeuferegg West A 8910: Baujahr 1941, 1 Maschinengewehr ⊙
- Artilleriebeobachter Nägelisgrätli (Grenze Bern/Wallis) A 8914: für die Feuerleitung des AW Grimsel		⊙
- Unterstände A 8915 – A 8929 (Standorte nicht bekannt)
- Im Umfeld des Forts befanden sich 13 Flakstellungen F 11132 – F11144 für 20-mm-Fliegerabwehrkanonen
- Hütte des Festungswachtkorps FWK mit direktem Zugang ins Fort (mit ASU F11100 und F11101) ⊙
- 11 Kleinunterstände F 8902-A8905, A 8923-A8927, S1, S2, S5, S8

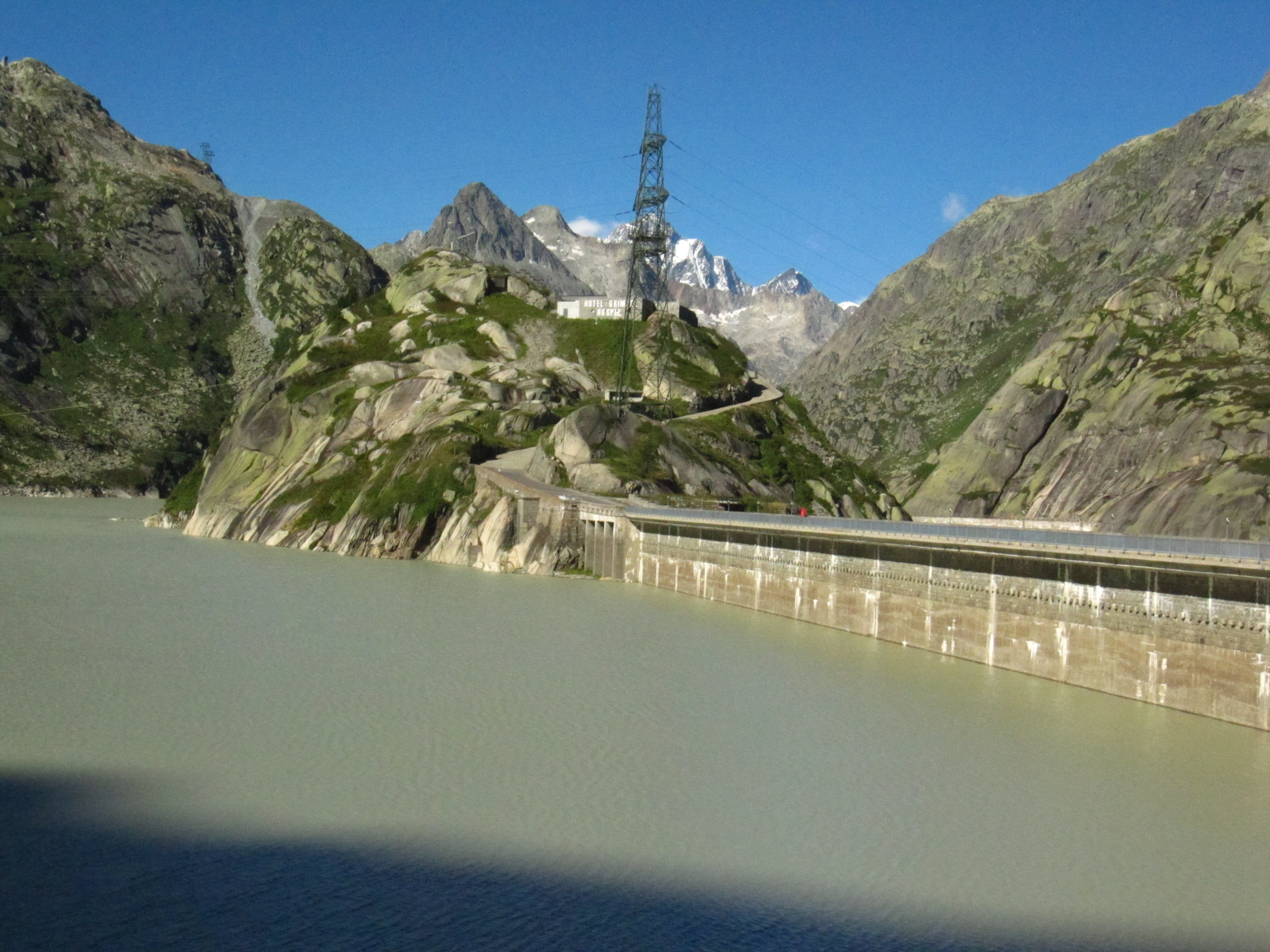
Grimsel Hospiz auf dem Spittelnollen mit Seeuferegg-Staumauer und Bunker Seeuferegg West
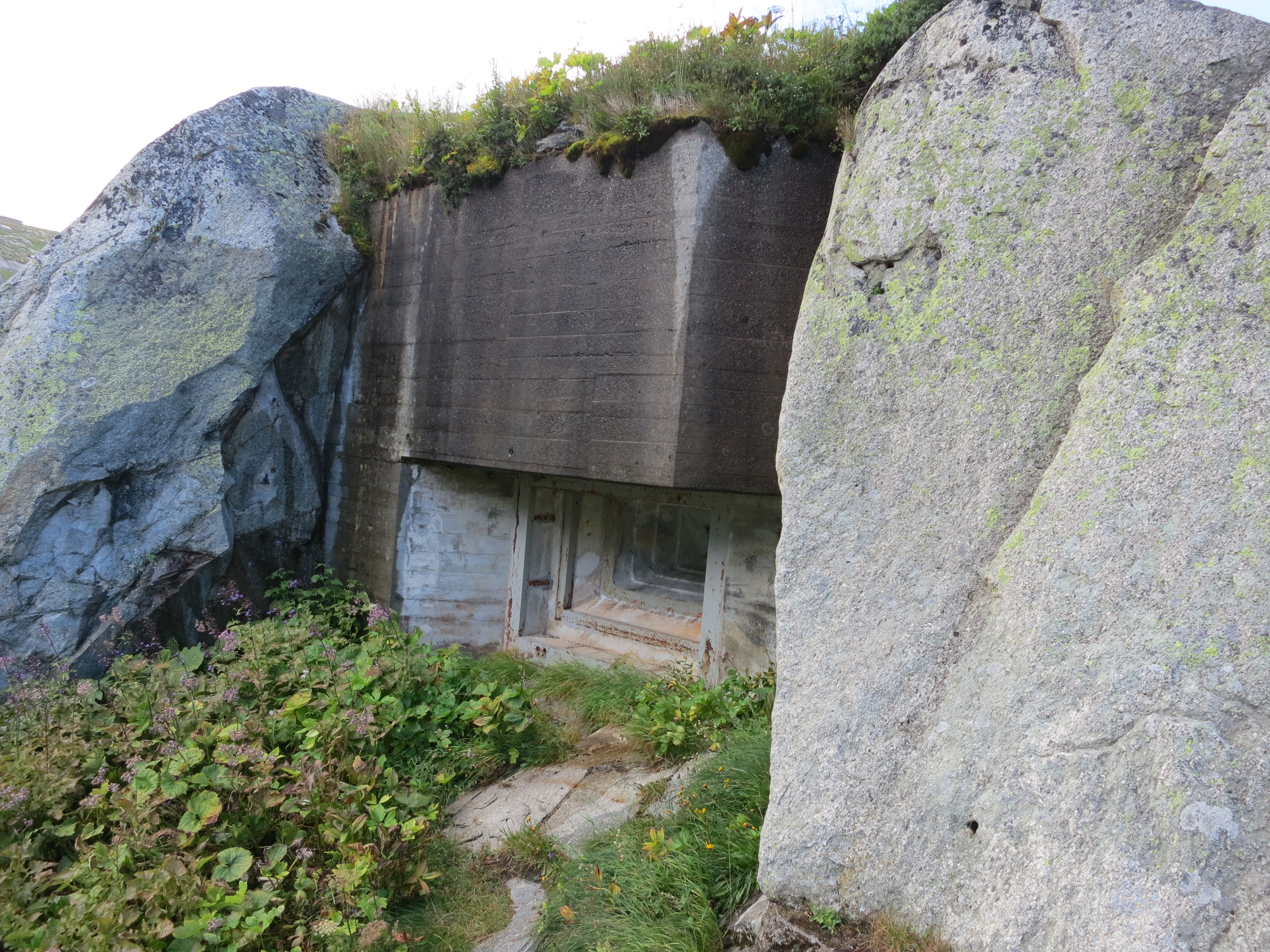
Bunker Seeuferegg West
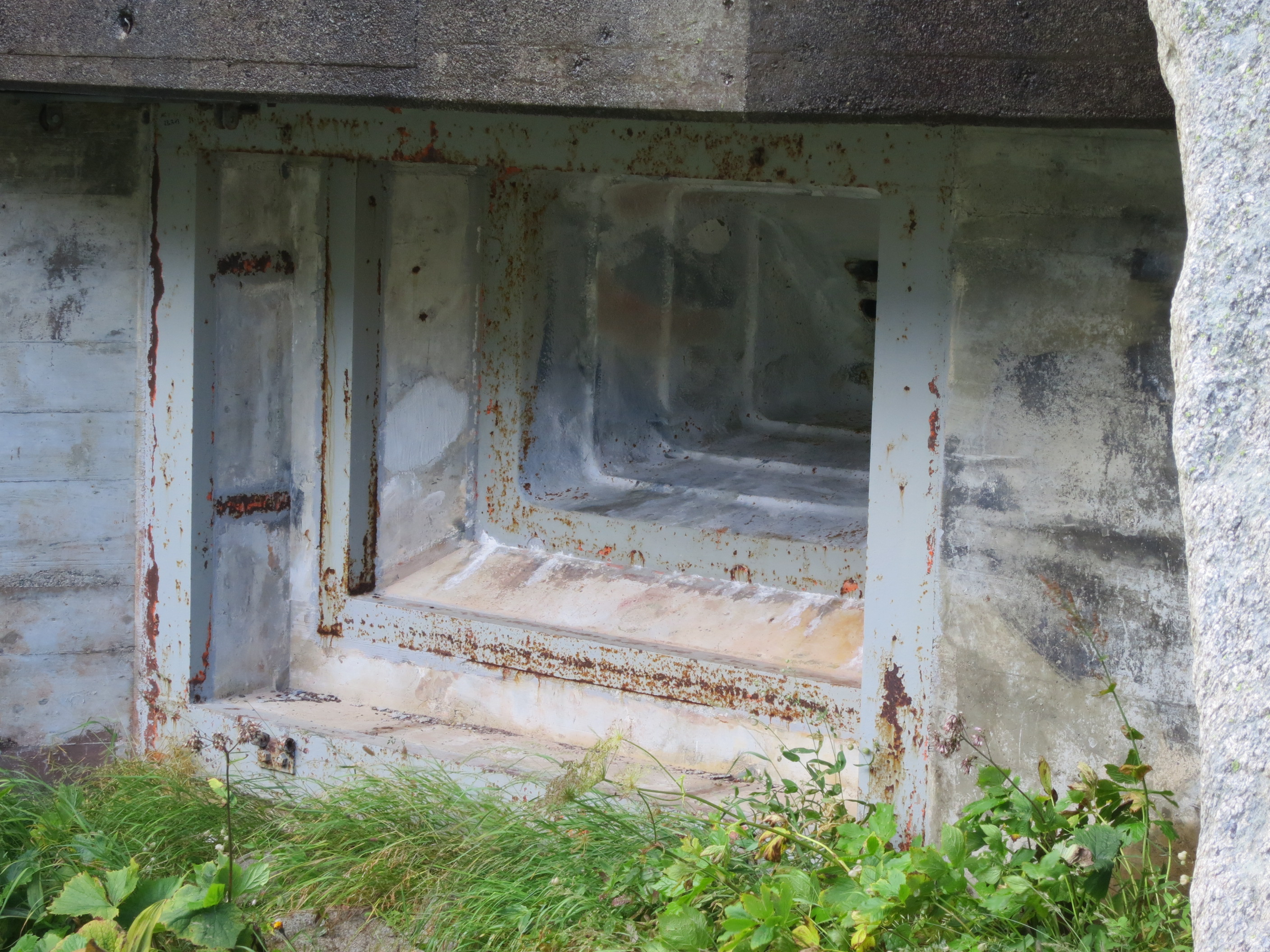
Bunkerscharte Seeuferegg West
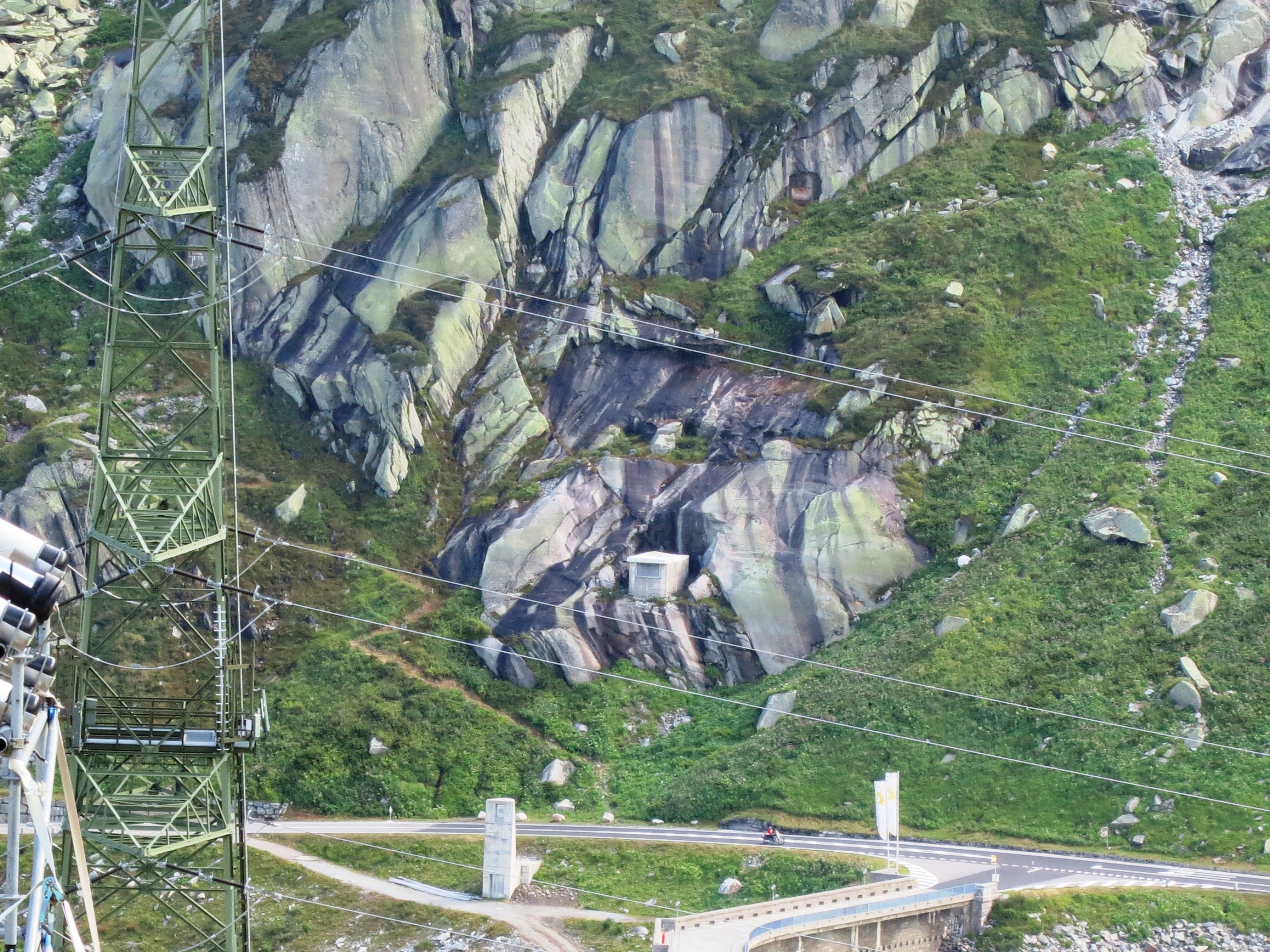
Bunker Seeuferegg Ost

### Sperrstelle Grimselpass
Die Sperrstelle Grimselpass gilt als militärhistorisches Denkmal von nationaler Bedeutung.
- Grimselpass West A 8912 (Kanton Bern): zweistöckiges Felswerk für bis zu 100 Mann, 1 Panzerabwehrkanone, 1 Maschinengewehr, 1 Beobachtungsstand ⊙
- Grimselpass Ost A 8913 (Kanton Wallis): Felswerk, 1 Panzerabwehrkanone, 1 Maschinengewehr, 1 Beobachtungsstand ⊙

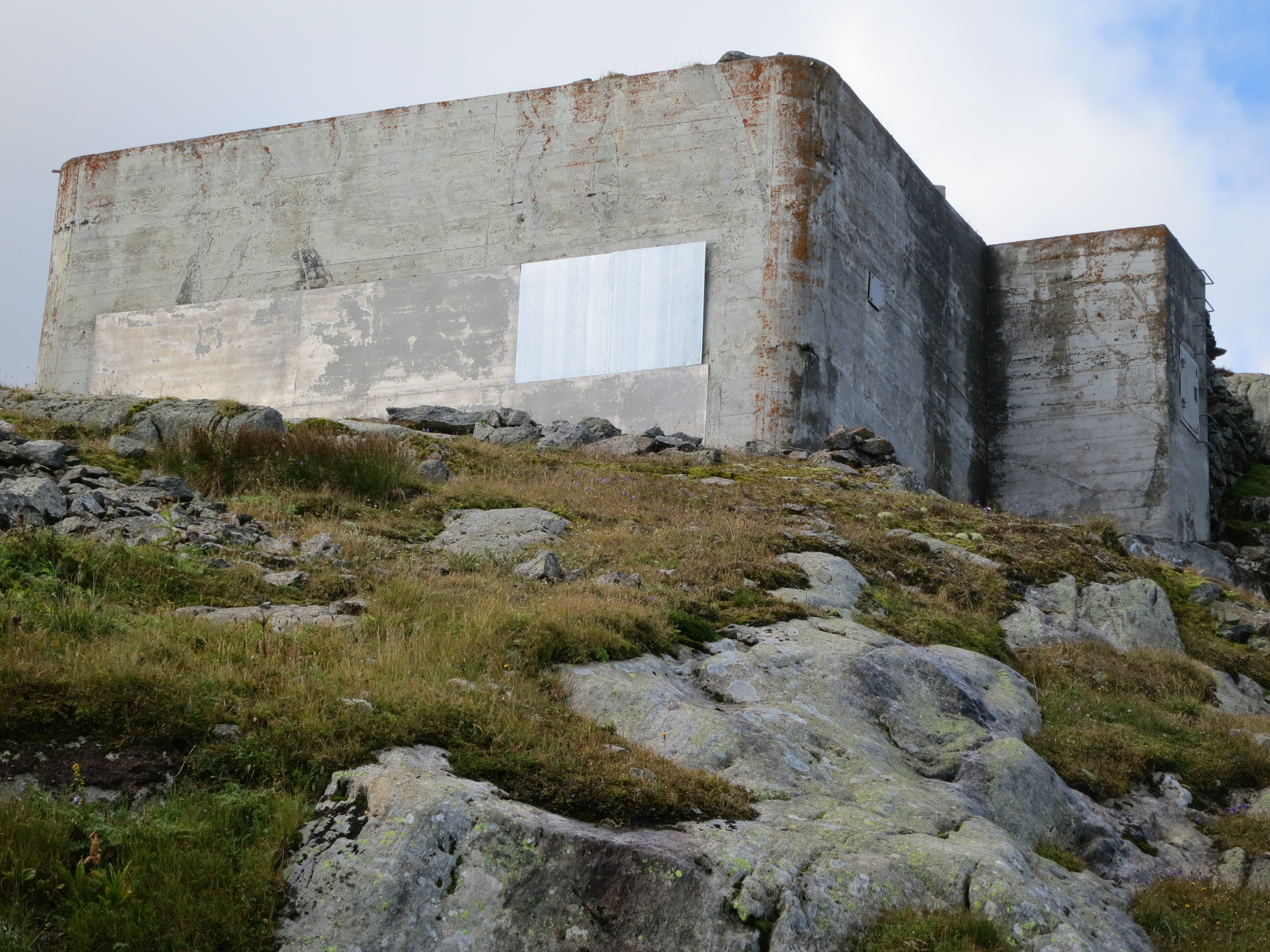
Bunker Grimselpass West
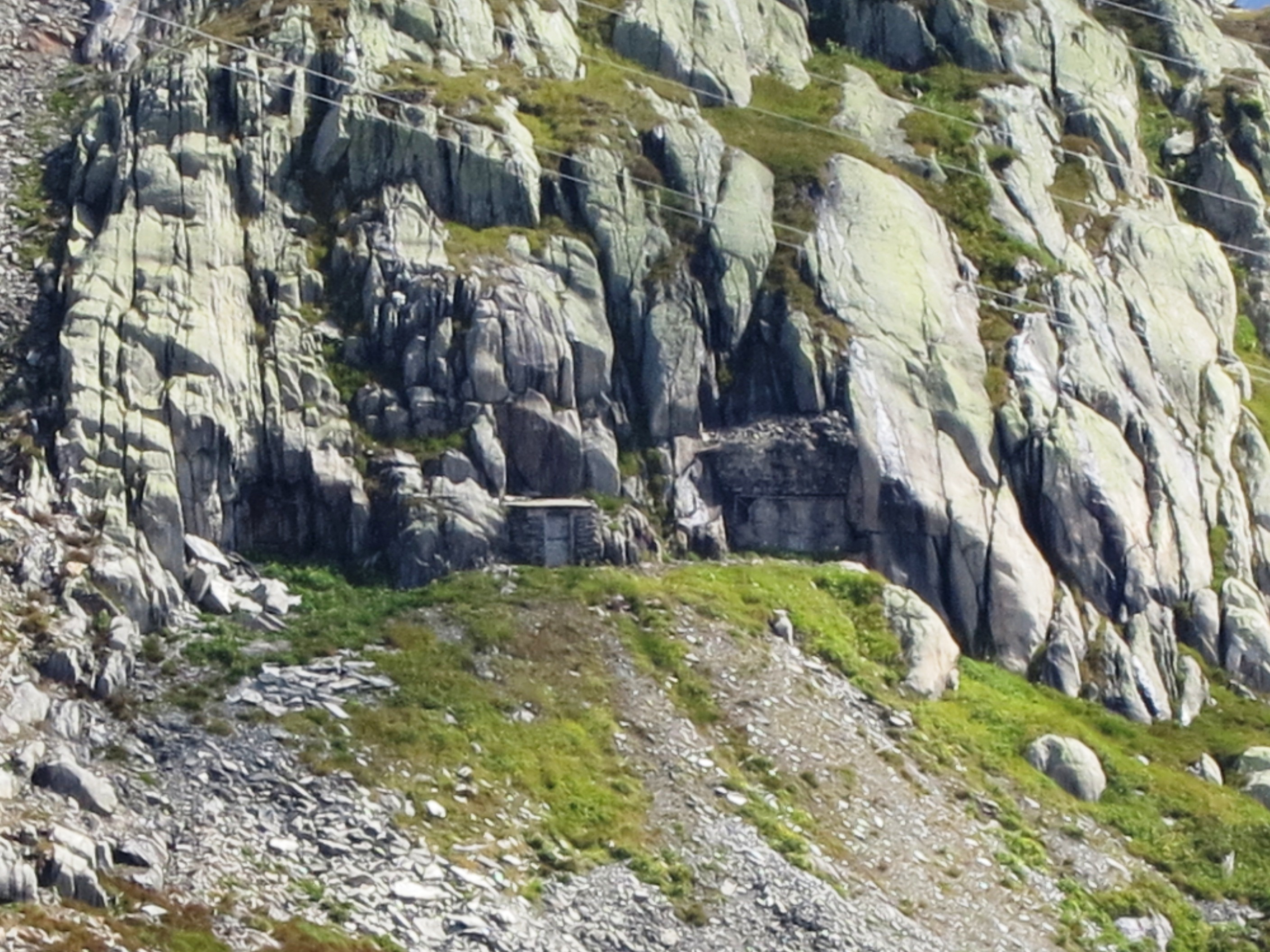
Bunker Grimselpass Ost
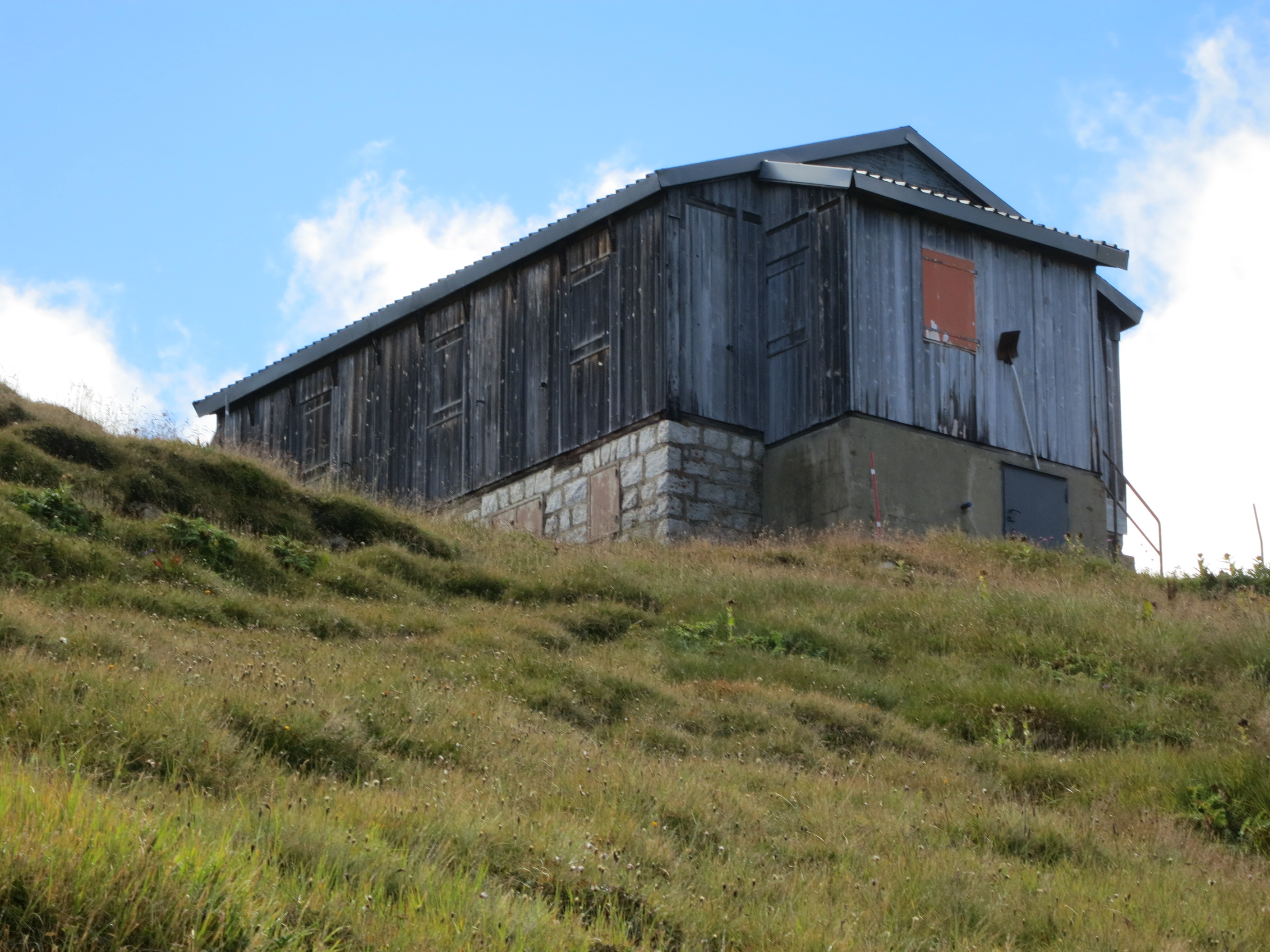
Hütte für den Seilbahnbau
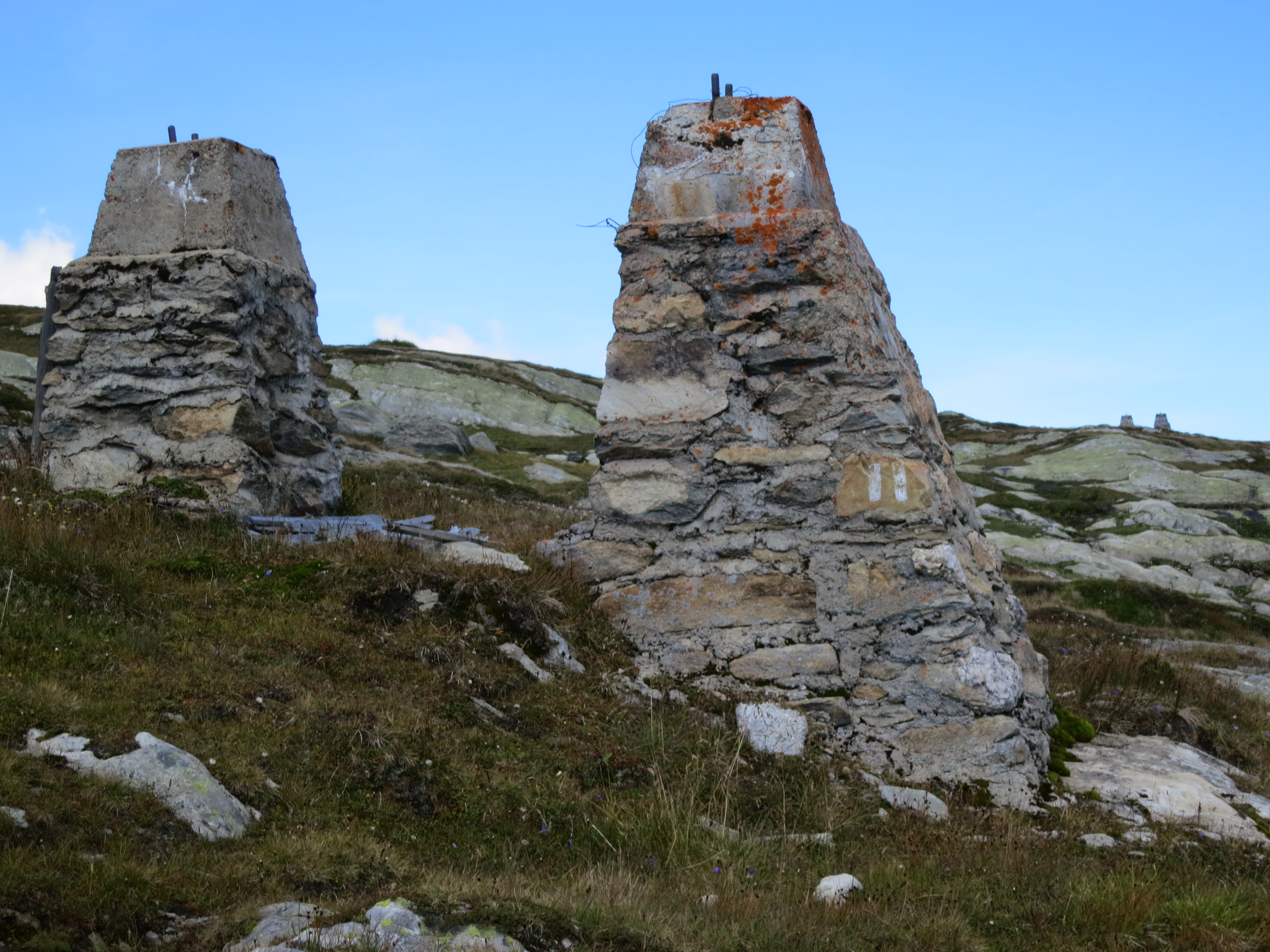
Fundamente der Bauseilbahn

## Sperrstelle Willigen

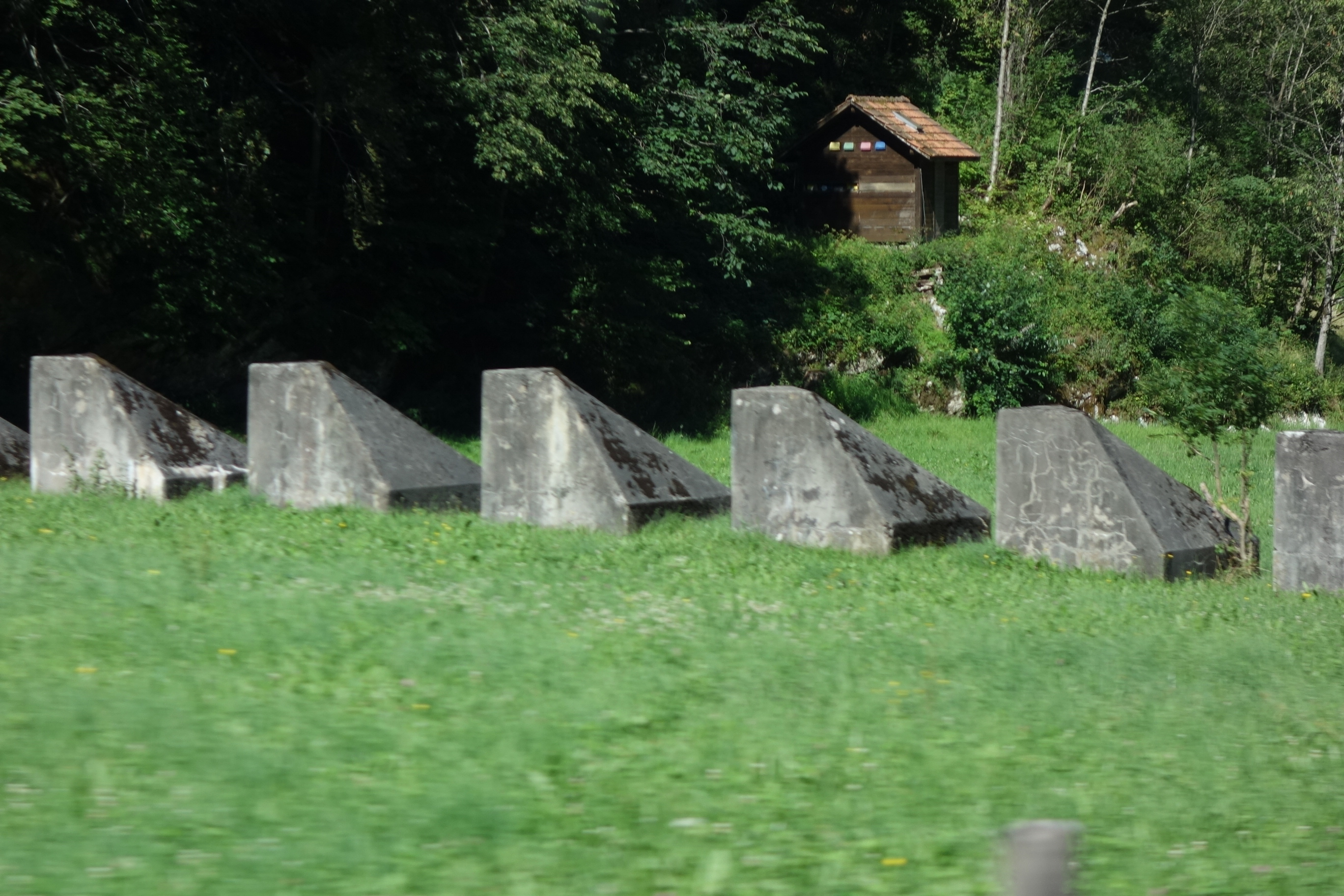
Höckerlinie GPH Willigen

Das Höckerhindernis zieht sich quer durch das kleine Tal und parallel zur Strasse Richtung Innertkirchen und wurde von zwei Infanteriebunkern geschützt.
- Infanteriewerk Willigen Nord A 1854: Pak auf Pivotlafette, Mg, Beobachter		⊙
- Infanteriebunker Willigen Süd A 1855 : Pak auf Ständerlafette, Mg, Beobachter		⊙
- GPH T 1106 ⊙
- Barrikade T 1106.03 	⊙
- Barrikade T 1106.04 	⊙
- Barrikade T 1106.05	⊙

## Sperrstelle Innertkirchen
Die Sperrstelle Innertkirchen befand sich an der Abzweigung der Strasse Richtung Susten von der Grimselachse.
- Sprengobjekt Sustenstrasse M 2750		⊙
- Sprengobjekt Sustenstrasse M 2751		⊙
- Barrikade T 1104		⊙
- Barrikade T 1105		⊙
- Kommandoposten KP «Bieli» A 8946	⊙
- Kommandoposten KP «Cheisten» ⊙

## Sperrstelle Guttannen
Die Sperrstelle Guttannen sperrte die Strasse Richtung Grimsel im Bereich «Tonenden Fluh».
- Kaverne A 1850 ⊙
- Sprengobjekt M 2756 ⊙
- Barrikade T 1100 ⊙
- Barrikade T 1101	⊙

## Sperrstelle Sustenpass

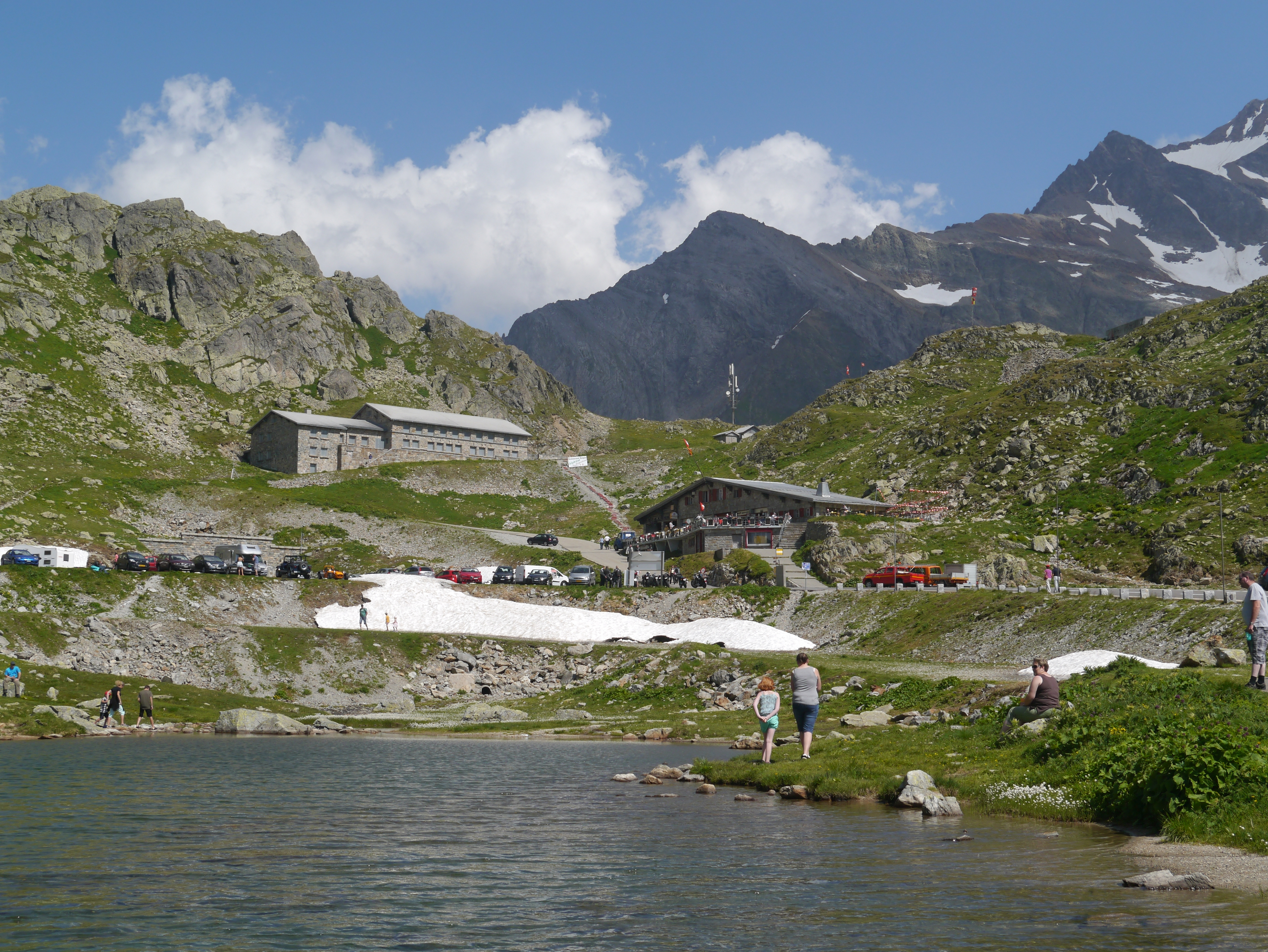
Sustenpasshöhe mit Militärunterkunft

Seit dem Mittelalter bestand über den Sustenpass ein Saumweg als Handelsverbindung («Sust» bedeutet Lager oder Warenhaus).  Während der Glaubenskriege machten die verfeindeten Berner und Innerschweizer Parteien 1710 Verteidigungsvorbereitungen am Susten: Auf halbem Weg zwischen Wassen und Meien wurde die Meienschanze auf den Resten einer älteren Befestigung von 1618 errichtet.⊙, deren Ruinen relativ gut erhalten sind. Bei Gefechten zwischen französischen und österreichischen Truppen im August 1799 ist sie weitgehend zerstört worden. Spuren einer weiteren neuzeitlichen Schanze befinden sich auf einem vorgelagerten Felssporn bei der Guferalp südlich vom Kleinsustli.⊙
Die Sperrstelle Sustenpass (Armeebezeichnung Nr. 2304) wurde während des Zweiten Weltkriegs errichtet und gilt als militärhistorisches Denkmal von nationaler Bedeutung.  Militärstrategische Überlegungen führten zum Bau der heutigen 45 Kilometer langen Sustenspassstrasse, die nach achtjähriger Bauzeit 1946 fertiggestellt wurde. Sie war eine der wenigen befahrbaren Ost-West Rochadeachsen innerhalb des Reduitdispositivs. Der 325 Meter lange Tunnel auf dem Passscheitel hatte militärische Gründe und sollte motorisierten Kolonnen im Falle Deckung vor feindlichem Feuer geben. Ab 1943 wurde die wichtige Rochadeachse mit je zwei Mg-Bunkern als Felswerke auf der Urner und Bernerseite gesichert und für die Truppe eine Unterkunft auf der Passhöhe gebaut. Der Raum Susten wurde vom Territorialregiment 83 mit dem Gros der «Kampfgruppe Brünig» verteidigt.
- Infanteriewerk Susten Ost A: A 8750 		⊙
- Infanteriewerk Susten Ost B: A 8751 Zugang via Strassentunnel  		⊙
- Infanteriewerk Susten West C:  A 8752		⊙
- Infanteriewerk Susten West D: A 8753		⊙
- KP-Kaverne Steingletscher A 8755 		⊙
- Gebirgsunterkunft Susten Passhöhe		⊙
- Magazin Sustenpass  B 3535 		⊙
- Barrikade Strasse Tunneleingang E Sustenpass T 4506		⊙
- Barrikade Strasse Tunneleingang W Sustenpass  T 2304 		⊙
- Barrikade Weg (alter Sustenweg)  T 4511		⊙